# John Wethered
John Wethered (* 8. Mai 1809 bei Wetheredville, Baltimore County, Maryland; † 15. Februar 1888 bei Catonsville, Maryland) war ein US-amerikanischer Politiker. Zwischen 1843 und 1845 vertrat er den Bundesstaat Maryland im US-Repräsentantenhaus.

## Werdegang
John Wethered besuchte die öffentlichen Schulen seiner Heimat und bekleidete danach einige lokale Ämter. Außerdem war er mit der Herstellung von Wollwaren befasst. Politisch schloss er sich der Whig Party an. Bei den Kongresswahlen des Jahres 1842 wurde er im dritten Wahlbezirk von Maryland in das US-Repräsentantenhaus in Washington, D.C. gewählt, wo er am 4. März 1843 die Nachfolge von Charles S. Sewall antrat. Bis zum 3. März 1845 konnte er eine Legislaturperiode im Kongress absolvieren. Diese Zeit war von den Spannungen zwischen Präsident John Tyler und den Whigs geprägt. Außerdem wurde damals bereits über eine mögliche Annexion der seit 1836 von Mexiko unabhängigen Republik Texas diskutiert.
Nach dem Ende seiner Zeit im US-Repräsentantenhaus betätigte sich Wethered wieder als Hersteller von Wollwaren. 1867 war er Delegierter auf einer Versammlung zur Überarbeitung der Verfassung von Maryland. Ein Jahr später zog er sich in den Ruhestand zurück, den er auf seinem Anwesen Ashland nahe Catonsville verlebte. Dort ist er am 15. Februar 1888 auch verstorben.